# 藤元正義
藤元 正義（ふじもと まさよし、1945年2月 - ）は忠孝塾愛國連盟会長。民族主義者。
満洲出身。国士舘大学在学中に民族派学生運動を開始。1968年、佐郷屋嘉昭（旧名・佐郷屋留雄）の門下に入る。佐郷屋の没後、同胞会（のちの大日本同胞社）に参加。1982年、大日本同胞社会長を継承。1982年9月28日、忠孝塾愛國連盟を創始。